# Minnie and You
Minnie & you es una miniserie de Disney Channel España estrenada el 17 de agosto de 2012 dentro del bloque We love viernes.
Sus presentadoras son tres adolescentes llamadas Álex, Vicky y Laura que adoran la moda y el estilo de Minnie Mouse. En cada episodio las tres te enseñan a hacer manualidades con materiales fáciles de conseguir y con estilo Minnie.

## Sobre las presentadoras
Álx, Vicky y Laura son interpretadas por Ruth Bosser, Lucía Díez y Sonia Lázaro, respectivamente. 
| Álex  | 1 de septiembre | Le gusta la moda, leer revistas y ver la televisión                 |
| Vicky | 7 de marzo      | La gusta la moda y la fotografía                                    |
| Laura | 8 de septiembre | Le gusta diseñar ropa. Tiene un cuaderno con más de 100 colecciones |

## Sobre la serie
La web se encuentra desde el primer día de emisión en la página de Disney en español, donde hay episodios, biografías, descargas, foro, concursos y noticias Minnie.

## Fin de emisión
Dejó de emitirse en Disney Channel y la web el 29 de diciembre de 2012, ya que empezó el concurso Comparte tus manualidades Minnie and you, el cual ya se terminó la vigencia para mandar las fotos, y los ganadores se avisarán el 4 de marzo de 2013 en Disney Channel y la web.
- Datos: Q6017664